# 2 once di piombo
2 once di piombo é um filme italiano de 1967, um dos filmes mais importantes da carreira do ator Robert Woods, dirigido pelo diretor Maurizio Lucidi.

## Sinopse
Pécos Martinez foi testemuna de um assassinato e roubo. O dinheiro, escondido pelos assassinos dentro de um barril, transformou a vida dos habitantes do pequeno povoado em um inferno. Cansado, Pécos se apodera do barril e o esconde, ficando a espera do retorno dos bandidos. Sem Piedade, ele empreende uma caçada e vai eliminando cada integrante do bando.

## Elenco
- Robert Woods… Pecos Martinez
- Pier Paolo Capponi… Joe Kline
- Lucia Modugno… Mary
- Peter Carsten… Steve
- Luigi Casellato… Tedder
- Cristina Iosani… Ester
- Giuliano Raffaelli… Dr. Berton
- Maurizio Boni… Ned
- Umberto Raho… Morton
- Peter Martell